# جوليا لافي
جوليا لافي هي عالمة مناعة كندية، ولدت في 15 مايو 1934 في سنغافورة.